# Nanoplax xanthiformis
Nanoplax xanthiformis är en kräftdjursart som först beskrevs av Alphonse Milne-Edwards 1880.  Nanoplax xanthiformis ingår i släktet Nanoplax och familjen Pseudorhombilidae. Inga underarter finns listade i Catalogue of Life.